# Tajumulco
Der Tajumulco [taxuˈmulko] ist mit seinen 4220 m der höchste Berg Guatemalas sowie Zentralamerikas. Der Stratovulkan gehört zur Sierra Madre de Chiapas, die auf guatemaltekischer Seite nur noch als Sierra Madre bezeichnet wird, und besteht aus zwei Gipfeln und einem über 50 m breiten Krater.

## Lage
Der Tajumulco liegt im äußersten Westen Guatemalas im Departamento San Marcos. Von San Marcos bzw. dem angrenzenden San Pedro Sacatepéquez bis zur kleinen Gemeinde San Sebastián am Fuß des Berges sind es etwa 30 Kilometer über kurvenreiche Pisten; es verkehren Busse. Der Berg ist etwa 70 Kilometer (Luftlinie) von der Pazifikküste entfernt.

## Geschichte
Der Vulkan wird als erloschen eingeschätzt – wie weit die letzte Eruption zurückliegt, ist unklar. Verschiedene Berichte gehen von Ausbrüchen im 19. Jahrhundert aus, doch keiner von ihnen ist nachweislich. Dass im Oktober 1765 Häuser einer Siedlung zerstört wurden, war das Ergebnis eines Felssturzes.

## Klima
Der Vulkan liegt in einer von Pinienwäldern bewachsenen Gegend mit kühlem und feuchtem Klima. Die Fruchtbarkeit an seinen Hängen ist ausgesprochen hoch; Felder gibt es noch in knapp 3000 m Höhe – angebaut werden vor allem Mais, Kartoffeln und Gemüse. Die winterlichen Temperaturen können – vor allem nachts – auf Werte unter 0 °C absinken; Schneefälle sind jedoch sehr selten und schmelzen schnell ab.

## Besteigung
Eine Besteigung des Tajumulco ist im Rahmen einer eintägigen Wanderung möglich (am besten in den regenarmen Wintermonaten), doch ist die lokale Infrastruktur (Herbergen, Berghütten etc.) immer noch schlecht. Es gibt mehrere Campingmöglichkeiten (auch in Gipfelnähe). Die Aussicht kann an manchen Tagen durch (Morgen-)Nebel eingeschränkt sein; nachts ist es ausgesprochen kühl.